# Státní znak Kostariky
Státní znak Kostariky je tvořen štítem se třemi zelenými vulkány, s bílým kouřem nad vrcholy, mezi dvěma vodními plochami. Na obou pluje (heraldicky) doprava loď s bílými plachtami a s kostarickou vlajkou na zádi. Na obzoru (heraldicky vpravo) vychází zlaté slunce, nad vulkány je na modré obloze do oblouku sedm stříbrných, pěticípých hvězd. V horní části jsou dvě ratolesti myrtové palmy a pod nimi bílá (dvakrát přeložená) stuha s černým nápisem REPUBLICA DE COSTA RICA (česky Kostarická republika). Štít je orámovaný zlatou, zdobenou kartuší s korálky. Nad štítem je modrá stuha, svázaná do tvaru koruny, s černým nápisem AMERICA CENTRAL (česky Střední Amerika).
Vodní plochy představují Tichý a Atlantský oceán (resp. Karibské moře),  vulkány kostarické sopky Barva, Irazú a Poás. Sedm hvězd symbolizuje počet kostarických provincií. Korálky na kartuši připomínají kávová zrna a skutečnost, že Kostarika je významným producentem kávy.

## Historie
15. září 1821 byl provinční radou provincie Guatemala vyhlášen zákon o nezávislosti Střední Ameriky (Guatemaly) a byla vyhlášena nezávislá Kostarická republika, připojená 10. ledna 1822 k Mexickému císařství, později republice.

Státní znak Mexického císařství v Kostarice (1821–1823)
Státní znak Mexika v Kostarice (1823)

10. května 1823 byla vyhlášena Svobodná Kostarika. Státním znakem se (dle některých zdrojů) stal znak, užívaný již od 10. května 1821 na mincích – zlaté, dvakrát lemované mezikruží s černým opisem COSTA RICA LIBRE (česky Svobodná Kostarika), s vyobrazením červené, šesticípé hvězdy nad zkříženou palmou a dělovou hlavní.
4. března 1824 se Kostarika stala (společně s Guatemalou, Salvadorem, Hondurasem a Nikaraguou) členem federace Spojených středoamerických provincií (založených 10. července 1823). Znakem federace byl (od 21. srpna 1823) zlatě lemovaný trojúhelník, na němž se zvedalo pět zelených vulkánů. Nad nimi byla na sluncem ozářené obloze červená frygická čapka, vysílající bílé paprsky a nad ní duha. Trojúhelník byl umístěn na kruhové pole, které bylo rozděleno na horní, světle modrou a dolní, tmavě modrou část. Kolem bylo zlaté, dvakrát lemované mezikruží s černým opisem PROVINCIAS UNIDAS DEL CENTRO DE AMERICA (česky Spojené středoamerické provincie) a v dolní části s bílou (na obrázku černou) šesticípou hvězdou. Vody na znaku symbolizovaly dva oceány – Atlantský a Tichý), vulkány symbolizovaly jednotlivé členské provincie federace. Čapka je symbolem svobody a nezávislosti, duha je symbolem míru.
2. listopadu 1824 přijala Kostarika nový (vlastní) znak, tvořený modrým, kruhovým polem s deseti (do kruhu seřazenými) zelenými vulkány, s uprostřed umístěným dalším kruhovým polem s nataženou rukou s viditelným ramenem a jedním prsem. Kolem bylo zlaté mezikruží s černým opisem ESTADO LIBRE DE COSTA RICA (česky Svobodný stát Kostarika). V dolní části mezikruží byl malý, černý křížek se zlatým středem ve tvaru kosočtverce. Vulkány symbolizovaly bezpečnost státu a ruka bratrství.
22. listopadu 1824 byl název federace změněn na Středoamerická spolková republika (oficiálně se tak ale stalo 10. dubna 1825). Znakem federace byl opět trojúhelník s pěti zelenými vulkány, frygickou čapkou a duhou, nově však v oválném poli. Ve zlatém mezikruží byl nově černý opis REPUBLICA FEDERAL DE CENTRO AMERICA (česky Středoamerická spolková republika). Nově také v horní části přiléhaly k lemu dvě zelené ratolesti, svázané modrou stuhou.

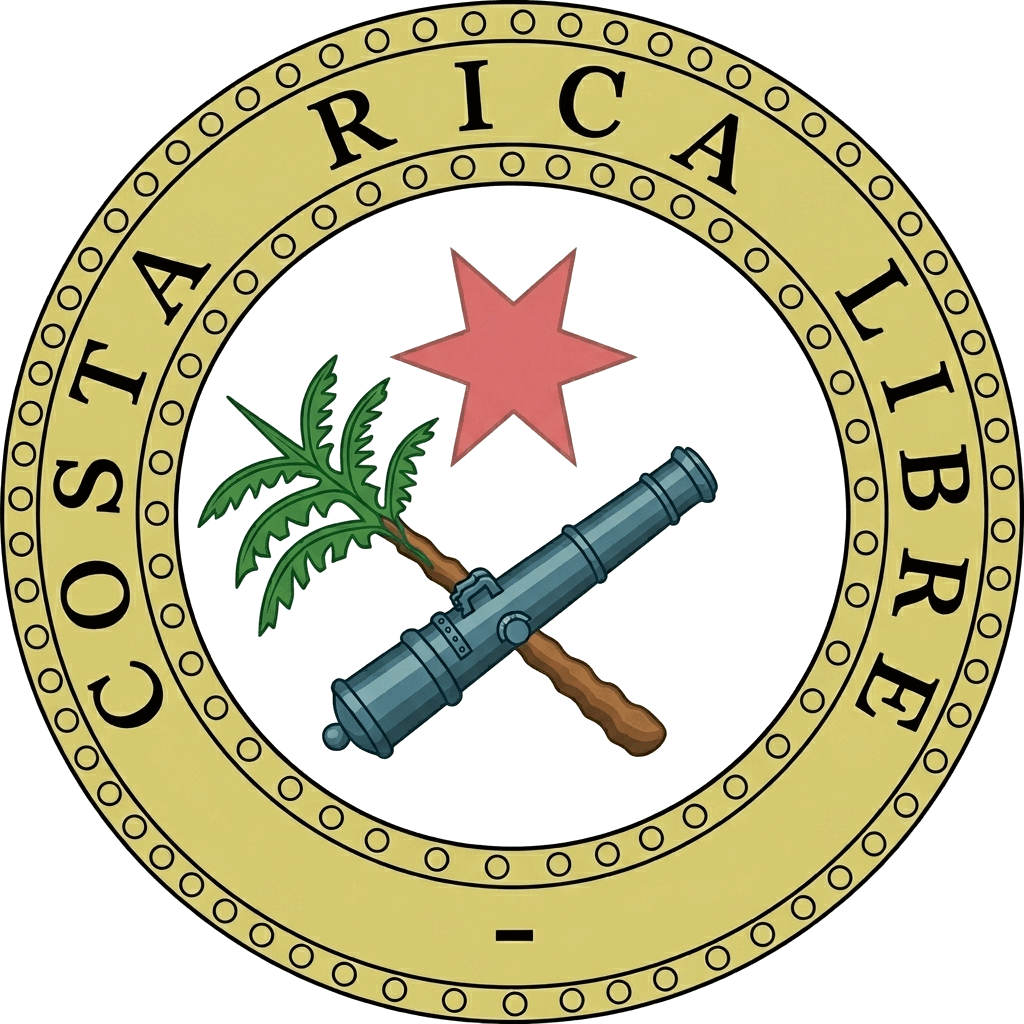
Kostarický státní znak (1823–1824)
Státní znak Spojených středoamerických provincií v Kostarice (1823–1824), černá hvězda by měla být, dle zdroje, bílá
Kostarický státní znak (1824–1838/1840)
Státní znak Středoamerické spolkové republiky v Kostarice (1824–1838/1840)

15. listopadu 1838 vyhlásila Kostarika nezávislost a v dubnu 1840 formálně vystoupila z federace. Pro toto období není známa podoba znaku, pokud byl vůbec nějaký zaveden.
21. dubna 1840 byly zavedeny nové kostarické symboly. Znak tvořilo modré, kruhové pole se stříbrnou, osmicípou hvězdou a osmi stříbrnými paprsky ve tvaru větviček. Kolem bylo zlaté mezikruží s černým opisem ESTADO DE COSTA RICA (česky Stát Kostarika) a v dolní části se dvěma zelenými ratolestmi, svázanými modrou stuhou. Hvězdu prosadil diktátor Braulio Carrillo Colina, je proto nazývána Carrilova hvězda. 12. dubna 1842 byl Carrillo svržen a bylo obnoveno užívání předchozích symbolů (resp. vlajky, u znaku byla situace nejasná). Navíc nastalo období chaosu a občanské války.
31. srpna 1848 byla vyhlášena Kostarická republika. Státní znak byl tvořen štítem se třemi kostarickými vulkány (Barva, Irazú a Poás) mezi dvěma vodními plochami. Na vzdálenější plula (heraldicky) doleva loď s bílými plachtami, na bližší doprava a navíc měla na zádi kostarickou vlajku. Na obzoru vycházelo zlaté slunce, nad vulkány bylo na modré obloze do oblouku pět stříbrných, pěticípých hvězd. Po stranách štítu bylo po třech kostarických praporech se zlatými žerděmi, čnělkami a hroty. Za štítem byly v horní části (částečně viditelné) stříbrné ruční vojenské zbraně, zlatá dělová hlaveň a zelené listy kávovníku. Přes ně byla položena dvakrát přeložená, modrá stuha s bílým nápisem REPUBLICA DE COSTA RICA (česky Kostarická republika). Nad ní byla další modrá stuha s bílým nápisem AMERICA – CENTRAL (česky Střední Amerika). Štít obepínaly dvě zkřížené ratolesti – vavřínová a palmová, přes které byla v dolní části položená zlatá, dělová hlaveň a zlatý roh hojnosti. Vodní plochy představovaly Tichý a Atlantský oceán (resp. Karibské moře). Pět hvězd připomínalo členské země Spojených středoamerických provincií. Slunce symbolizovalo svobodu a kostarickou mládež, zbraně připravenost lidu k obraně a roh symbolizuje bohatství země. (zobrazený znak neodpovídá uvedenému popisu)
27. listopadu 1906 došlo (dekretem Ústavního kongresu č. 18) ke změně státního znaku, jehož autorem byl Antolin Chinchilla – štít byl nově orámován zlatou,zdobenou kartuší s korálky, lodi plují (heraldicky) doprava. Dvě ratolesti myrtové palmy byly v horní části. Stuha s názvem státu byla nově bílá se zlatými písmeny. Korálky na kartuši připomínají kávová zrna a skutečnost, že Kostarika je významným producentem kávy.
K drobné změně v kresbě znaku  došlo 13. června 1934. (není obrázek)
21. října 1964 byly nad vulkány přidány další dvě stříbrné, pěticípé hvězdy. Jejich počet (sedm) nově představoval počet kostarických provincií.
Následující galerie zobrazuje historické znaky, jejichž zobrazení však neodpovídá zobrazení a popisu ve zdroji. Rozdíl je např. ve směru plachetnice, zda má na zádi vlajku nebo v barvě stuh a písma na nich.

Kostarický státní znak (1840–1842)
Kostarický státní znak (1848–1906), neodpovídá popisu ve zdroji
Kostarický státní znak (1906–1934), neodpovídá popisu ve zdroji
Kostarický státní znak (1964–1998), neodpovídá popisu ve zdroji

K poslední úpravě kostarického státního znaku došlo (prováděcí vyhláškou č. 26853-SP) dne 5. května 1998 – nad vulkány byl přidán bílý kouř.

## Znaky kostarických provincií

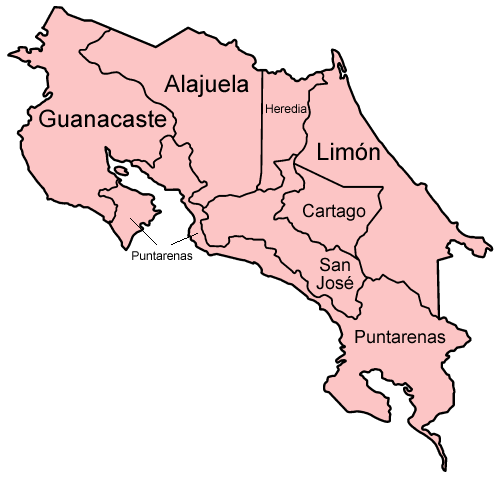
Provincie Kostariky

Kostarika je unitární stát, který se administrativně člení na sedm provincií.

Alajuela
Cartago
Guanacaste
Heredia
Limón
Puntarenas
San José